# Lernaeidae
Čeleď Lernaeidae, česky červokovití, jsou ektoparazité na sladkovodních rybách. Tato čeleď se řadí mezi korýše. Živí se tkání a krví hostitele. Patří mezi převážně jednohostitelské parazity s přímým životním cyklem. Všechny životní formy červoků žijí parazitickým životem až na dospělé samce a naupliové larvy. Při napadení malých ryb často způsobí smrt hostitele, kvůli protržení orgánů.

## Popis
Je popsáno okolo 110 druhů červoků. Tato čeleď má kosmopolitní výskyt.
Ve výběru hostitelské ryby nejsou tito parazité příliš hostitelsky specifičtí. Napadají kostnaté, kaprovité a mohou se objevit i u lososovitých a vrubozubcovitých. Bylo zaznamenáno i napadení u skokana žlutonohého (Rana boylii).

## Životní cyklus
Ideální teplota prostředí pro životní cyklus této čeledi je 25–30 °C. Červoci mají přímý životní cyklus a obvykle se vyvíjejí ve stejném hostiteli. Jejich hlavní doba rozmnožování je v České republice v pozdním létě. Životní cyklus trvá 18–25 dní. Cyklus tvoří 3 naupliové larvy a 5 juvenilních stádií. Juvenilní stadia žijí ektoparaziticky na žábrách ryb. Dospělá samička se permanentně zachytí na vnější části ryby. K lepšímu zachycení jí pomáhá sekrece trávicích nebo histolytických enzymů. V rychle tekoucích vodách se zachytává pod šupiny. Hruď a zadeček má volný, aby mohla lépe klást vejce. Po zachycení se jí začnou tvořit postranní kotvovité výběžky hlavy pro lepší uchycení do měkké tkáně hostitele a prodlužuje se jí hruď. Na samici se uchytí dospělý samec, aby ji mohl oplodnit. Samec následně hyne. Obaly s vajíčky se tvoří 4 dny po zachycení na hostiteli. Z vajec se může při dobrých podmínkách vylíhnout až 250 jedinců za dva týdny. Z oplodněných vajec se líhnou naupliové larvy. Tyto larvy jsou volně pohyblivé, ale nepřijímají potravu. Parazitickým životem žijí až juvenilní stádia, která se zachytávají v žábrách ryb a mohou jim způsobovat respirační potíže. Toto larvální stadium se nepřichycuje trvale na hostitele a může volně plavat ve vodním sloupci. Juvenilní stádium doroste do dospělce a celý cyklus se opakuje.

## Vliv na hostitele

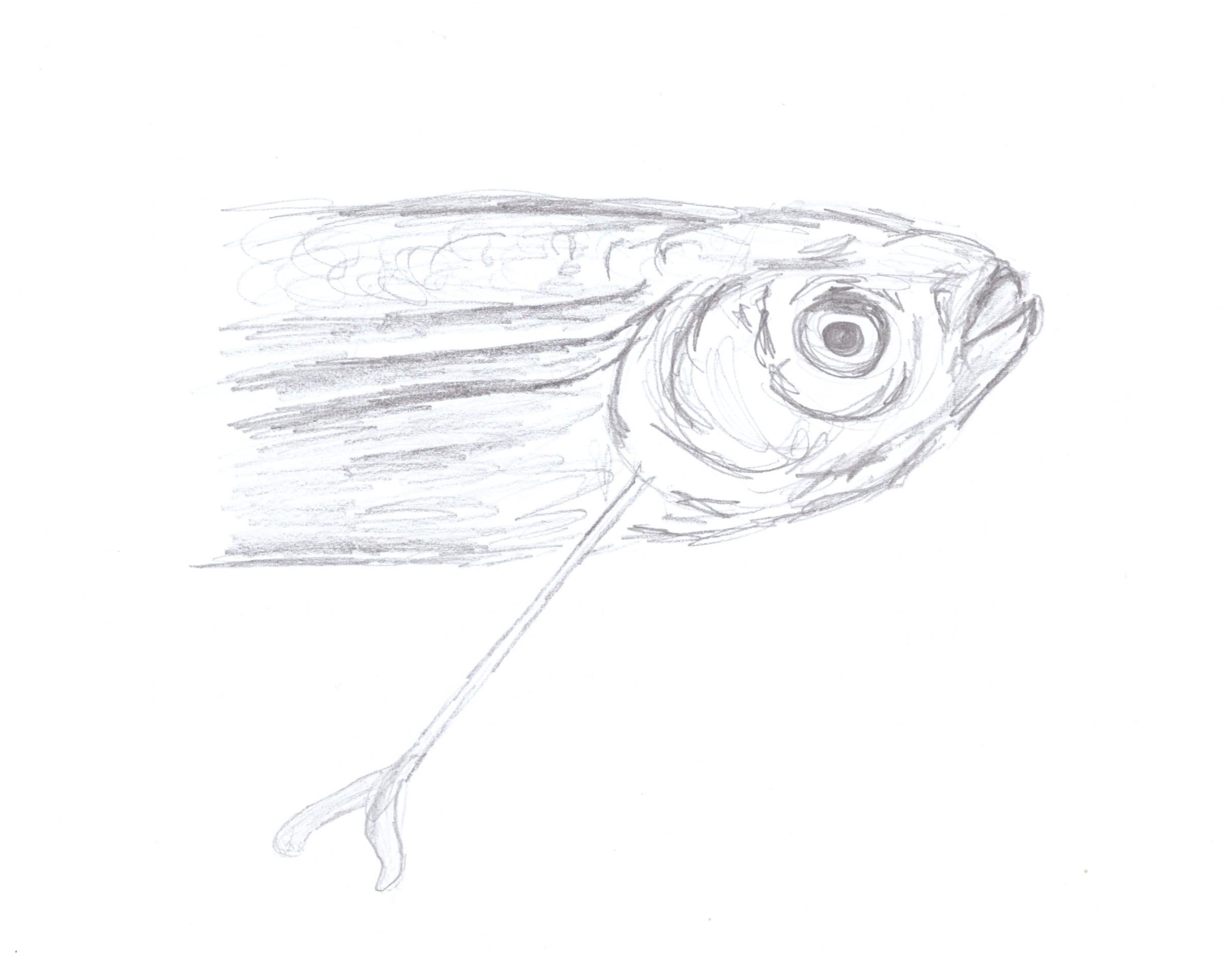
Samice červoka přichycená na hostiteli. Je dobře pozorovatelná okem.

Kolem přichyceného parazita se začne vytvářet začervenalé a zanícené kolečko velikosti 1 cm. Tato oblast může být náchylná na případné vniknutí patogenu. Červokovití jsou podezřelí z přenosu virů nebo bakterií, které vyvolávají sekundární infekci.
Hostitelé čtyři dny po napadení Learnea polymorpha začnou vykazovat rychlé zmatené pohyby mezi nimiž odpočívají. Dalším příznakem je drbání o štěrkový podklad nebo o jiné ryby ve vodě. Při napadení hostitele více červoky najednou dochází ke zpomalení pohybu, velkému poškození jedince nebo až k samotnému úhynu. Larvy napadají žábry a vytváří respirační potíže nejvíce u malých ryb.

## Zástupci
Červok kapří (Lernaea cyprinacea) je kosmopolitně rozšířený druh. Tento parazit se šíří společně se svými hostiteli. Nejvíce napadá kaprovité ryby a mezi nimi kapra koi, kapra obecného a karase zlaté. Může také napadat jiné druhy ryby.
Dosahuje velikosti kolem 7–11 mm. Šířka těla dospělce je 1 mm. Larvy jsou velké průměrně 0,6 mm. Tělo dospělé samice se skládá z protáhlé hrudi, předního a zadního kotevního výběžku hlavové části, malé hlavy umístěné ve středu kotevních výběžků a malého zadečku. Larvální a juvenilní stádia tohoto jedince jsou velmi podobné buchankám.

## Výskyt
Červokovití se vyskytují téměř na všech kontinentech. Tito paraziti byli zavlečeni do Severní Ameriky, Jižní Ameriky a Austrálie. Největší druhovou diverzitu dosahují však v Africe. V Česku dosahují největších hustot v letním období.